# Crematogaster minutissima
Crematogaster minutissima är en myrart som beskrevs av Mayr 1870. Crematogaster minutissima ingår i släktet Crematogaster och familjen myror.

## Underarter
Arten delas in i följande underarter:
- C. m. minutissima
- C. m. missuriensis
- C. m. smithi

## Bildgalleri

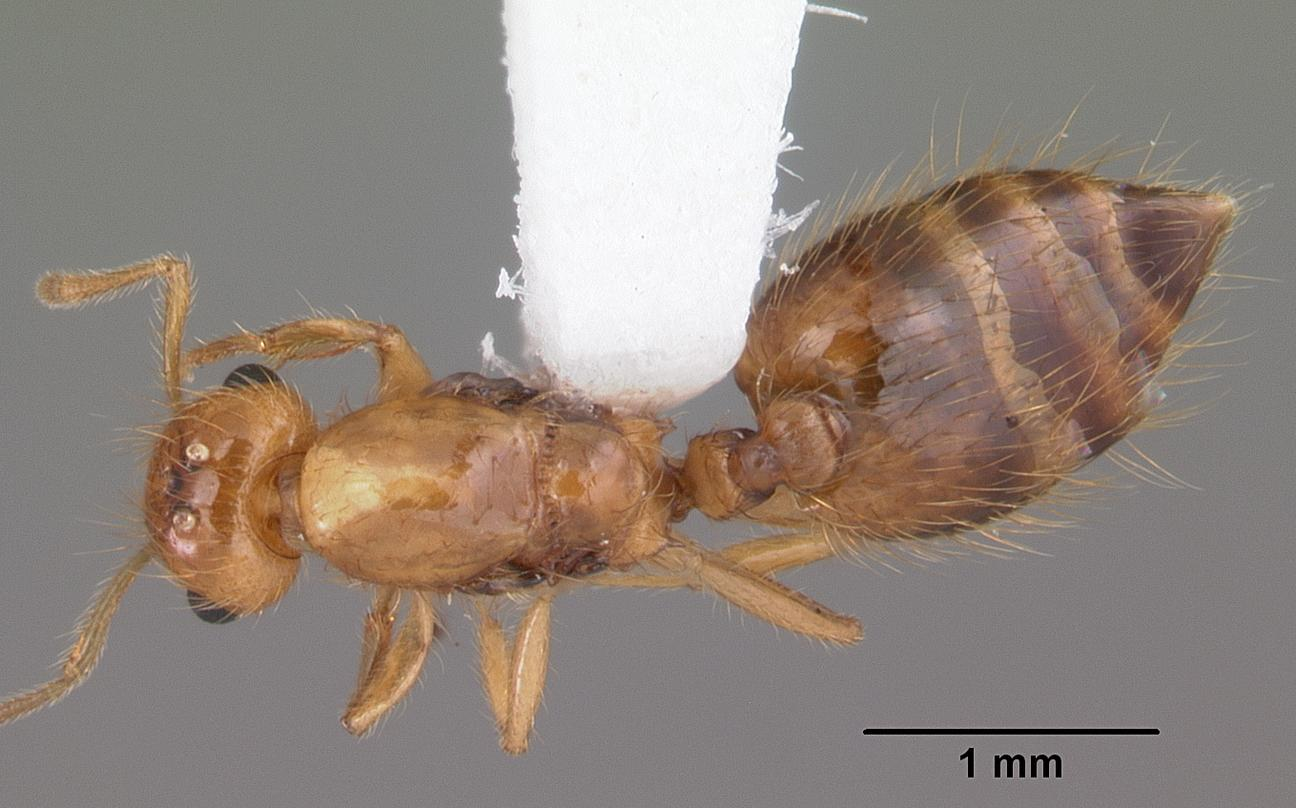
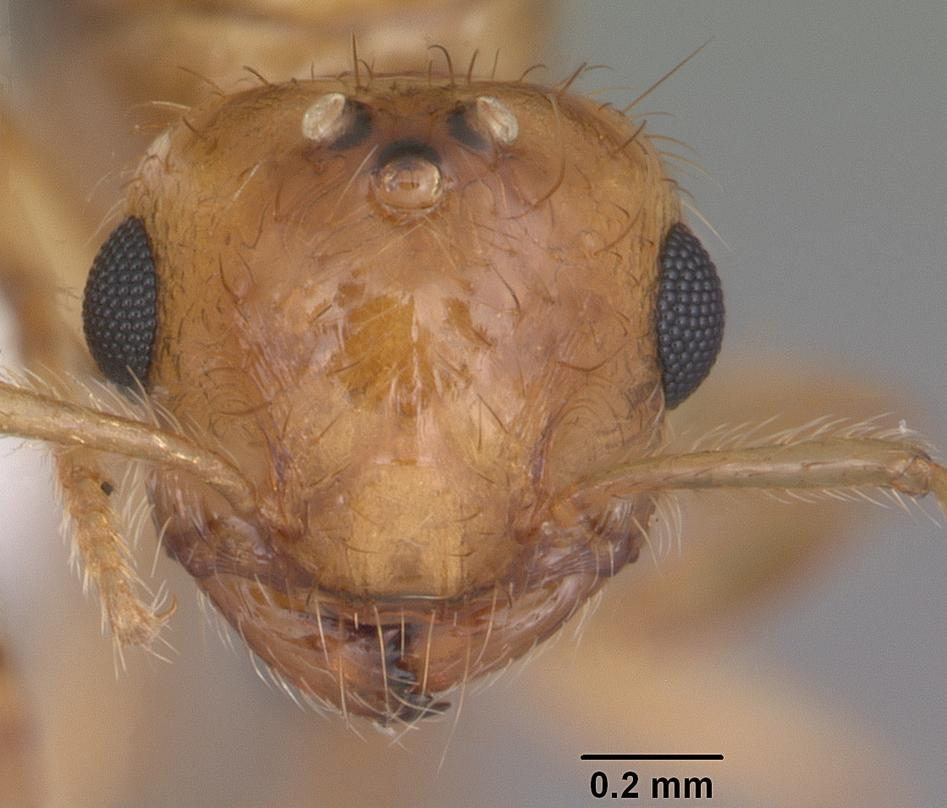
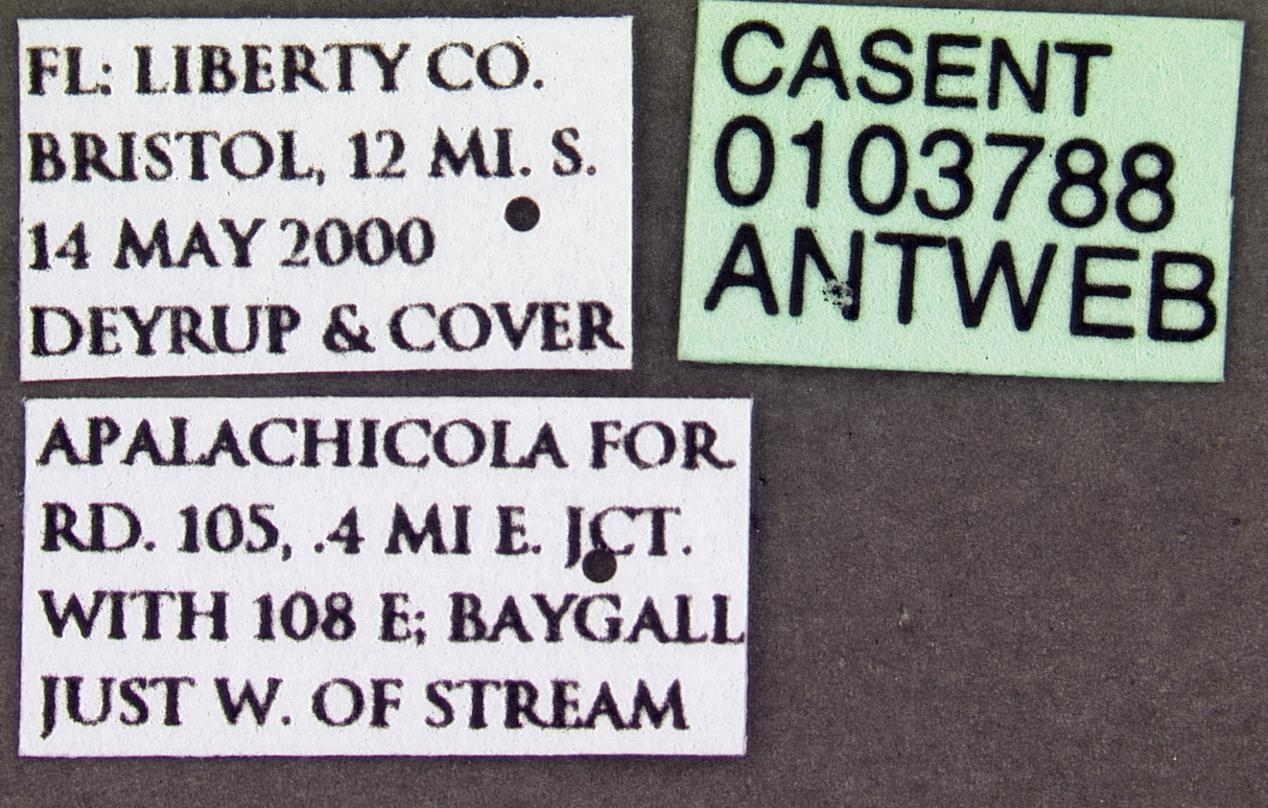
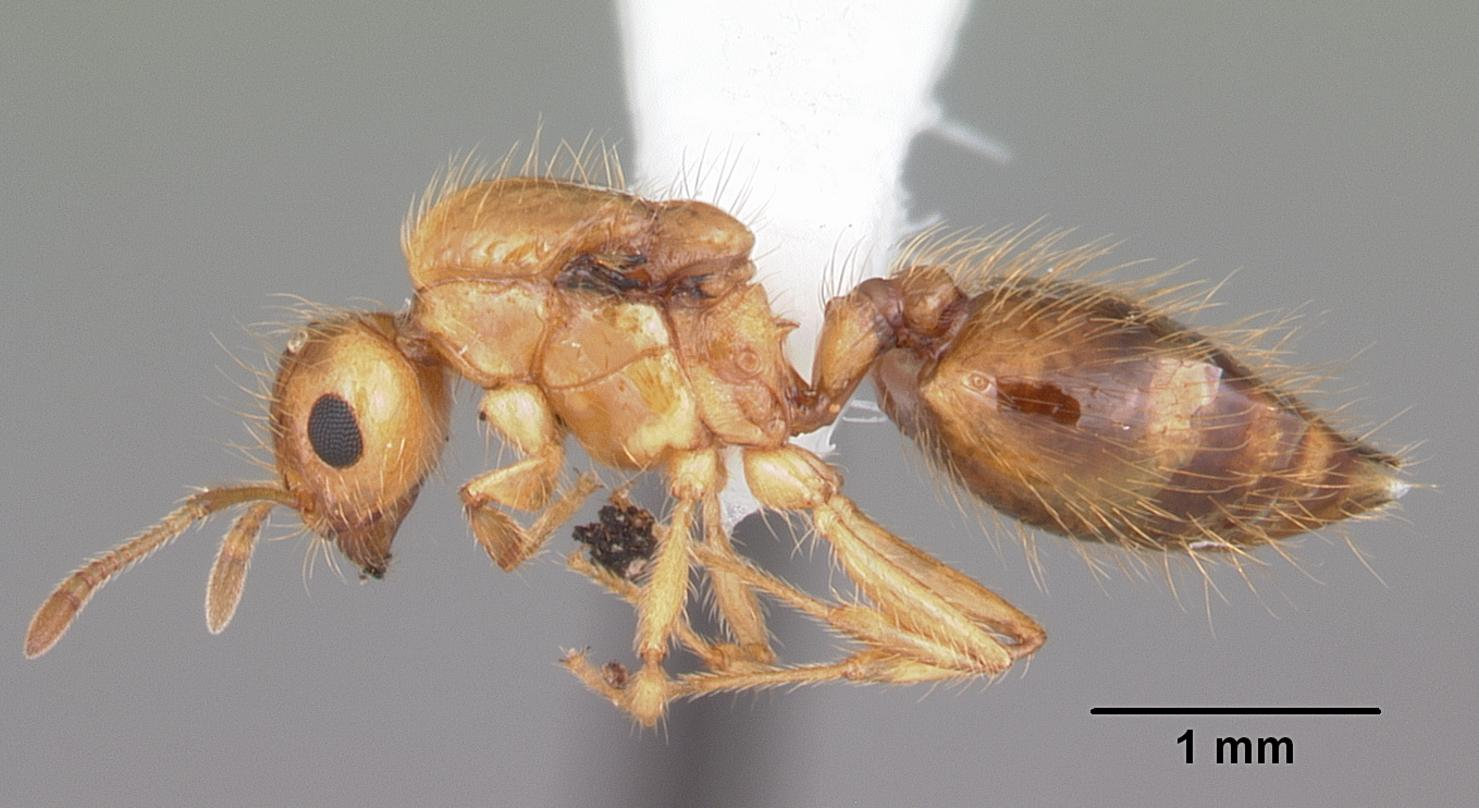
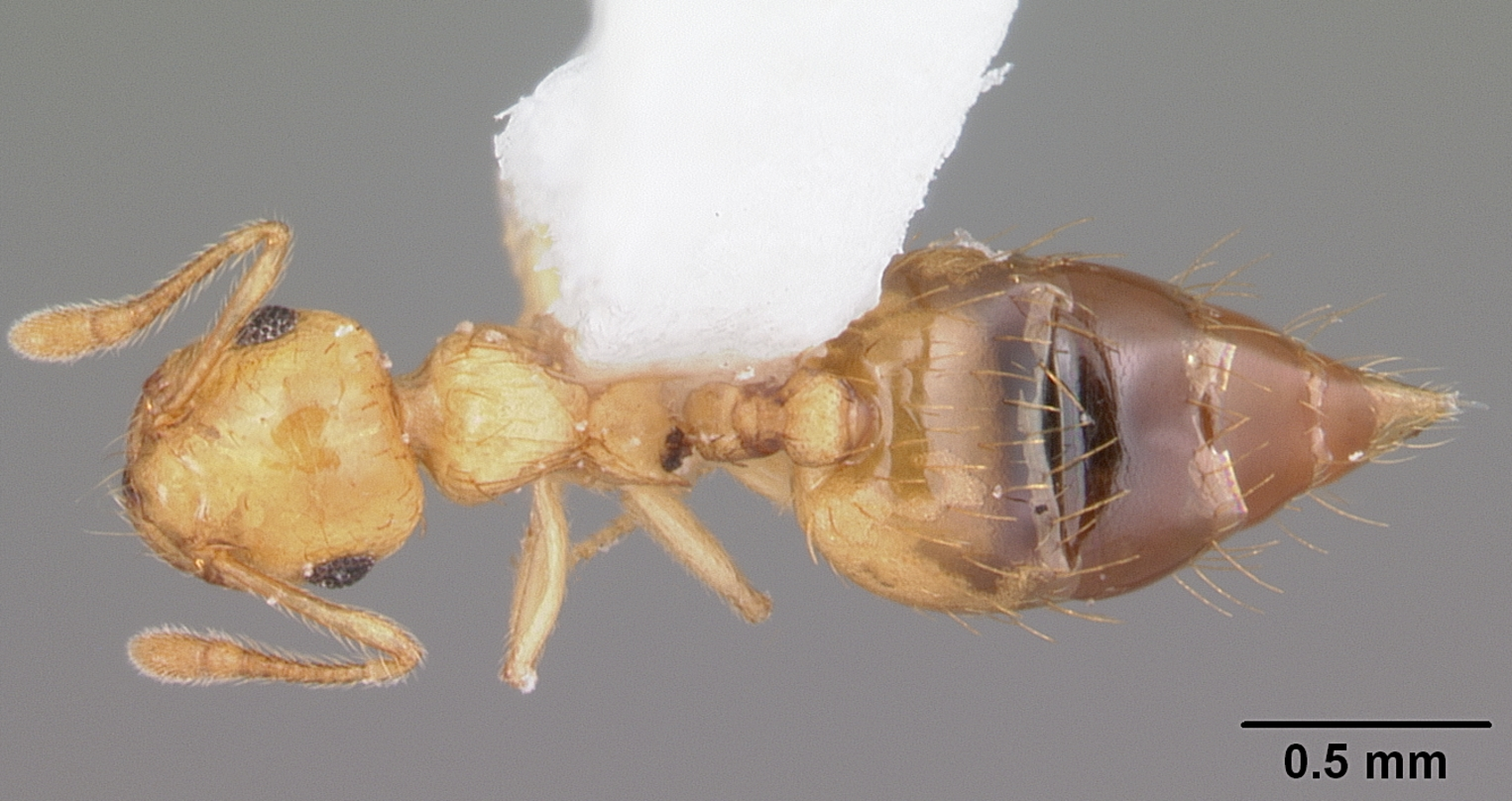
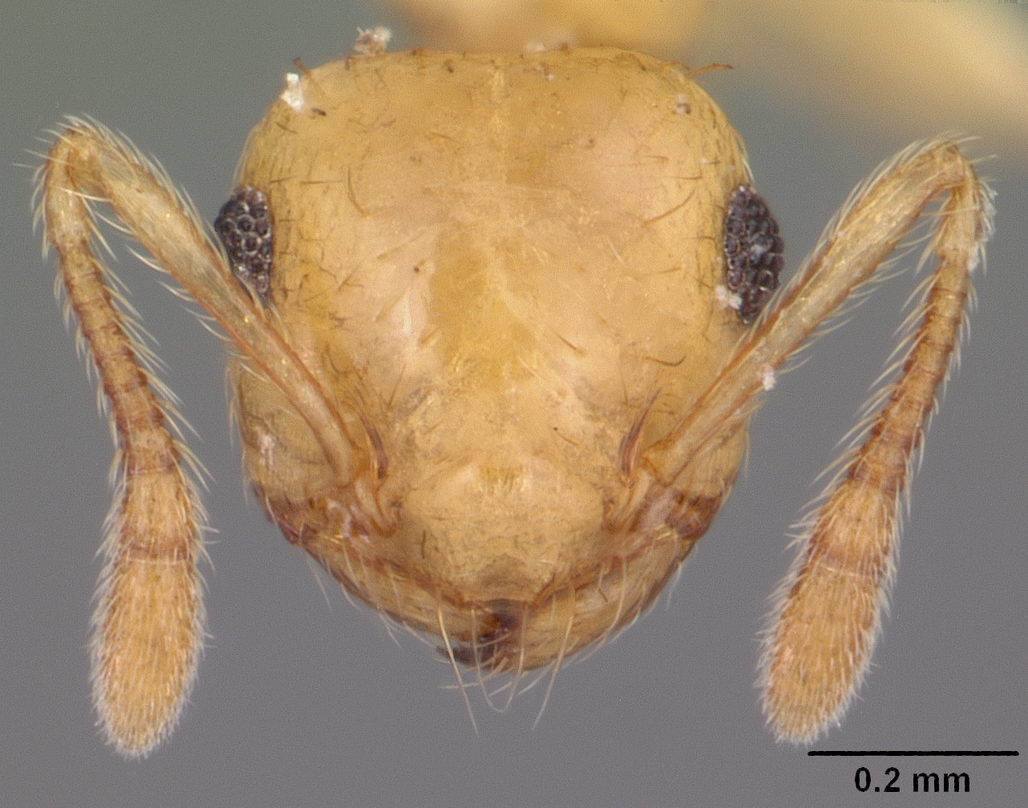